# Hampus Finndell
Hampus Finndell (sinh ngày 6 tháng 6 năm 2000) là một cầu thủ bóng đá người Thụy Điển thi đấu cho Djurgårdens IF ở vị trí tiền vệ trung tâm.

## Sự nghiệp

### Sự nghiệp trẻ
Finndell bắt đầu thi đấu cho IK Franke ở Västerås trước khi chuyển đến Stockholm và IF Brommapojkarna. Năm 2016 anh chuyển đến Hà Lan, gia nhập với cầu thủ IF Brommapojkarna Simon Tibbling tại FC Groningen.

### Djurgårdens IF
Vào ngày 20 tháng 12 năm 2017, Finndell ký bản hợp đồng 4 năm cùng với đội bóng Allsvenskan Djurgårdens IF.

## Danh hiệu

### Câu lạc bộ
Djurgårdens IF
- Cúp bóng đá Thụy Điển: 2017–18